# Хасвел (Колорадо)
Хасвел (енгл. Haswell) град је у америчкој савезној држави Колорадо.

## Демографија
По попису из 2010. године број становника је 68, што је 16 (-19,0%) становника мање него 2000. године.
| Група             | 2000.      | 2010.      |
| Белци             | 76 (90,5%) | 62 (91,2%) |
| Афроамериканци    | 2 (2,4%)   | 0 (0,0%)   |
| Азијати           | 0 (0,0%)   | 0 (0,0%)   |
| Хиспаноамериканци | 0 (0,0%)   | 6 (8,8%)   |
| Укупно            | 84         | 68         |